# Лердальський тунель
Лердальський тунель (норв. Lærdalstunnelen) — найдовший у світі автомобільний тунель протяжністю 24,5 км, що сполучає муніципалітети Лердал і Еурланн норвезького фюльке Согн-ог-Ф'юране в західній частині Норвегії. Тунель розташований приблизно на 175—200 км на північний схід від Бергена. Тунель, що проходить уздовж маршруту European Route E16 Осло і Бергеном, дозволяє безперешкодний потік транспорту, зберігаючи при цьому альпійське довкілля регіону.
Будівництво тунелю почалося у 1995 році і було завершено у 2000 році.
Особливістю конструкції тунелю є наявність в ньому трьох значних за розмірами штучних печер. Це зроблено з метою зняття у водіїв напруги, що виникає при тривалому русі в одноманітних умовах, а також для того, щоб дати їм можливість відпочити.